# Mater Dolorosa
Mater Dolorosa je epizoda Dilan Doga objavljena u Srbiji reprizno u svesci br. 152. u izdanju Veselog četvrtka. Sveska je objavljena 03.10.2019. Koštala je 270 din (2,3 €; 2,7 $). Imala je 94 strane.

## Originalna epizoda
Originalna epizoda pod nazivom Mater Dolorosa objavljena je premijerno u br. 361. regularne edicije Dilana Doga u Italiji u izdanju Bonelija. Izašla je 29.09.2016. Epizodu je nacrtao Điđi Kavenago, a scenario je napisao Roberto Rekioni. Naslovnu stranu je nacrtao Anđelo Stano. Koštala je 3,9 €.

## Kratak sadržaj
Mali Dilan sa majkom i ocem putuje brodom. Dilan je bolestan, ali otac pokušava da napravi serum koji će ga izlečiti. Dilana napada Mater morbi (majka svih bolesti), koja smatra da dečak može da postane pravi muškarac jedino ako se suoči sa bolom. Dilanova majka joj se suprotstavlja protekcionističkim pristupom, smatrajući da je zaštita deteta od bolesti važnija. Tokom cele epizode, radnja se premešta iz Dilanove mladosti u sadašnje doba u kome se Dilan suočava sa ličnim demonima, koji su možda posledica ovakvog sukoba iz mladosti i bolesti koje Dilan nikada nije uspeo da u potpunosti prevaziđe.

### Značaj epizode
Sukob između dva principa materinstva je osnovna tema ove epizode. Po jednom shvatanju, ovaj sukob odslikava činjenicu da Dilan ima dve majke. Prva je Morgana, koja predstavlja protekcionizam, ali i Dilanovu sklonost da neprekidno menja ženske partnerke. Druga je "majka svih bolesti", koja simbolizuje Dilanove lične demone s kojima mora da se bori skoro svaki put kada prihvati istraživanja noćnih mora.
"Ona je druga Dilanova majka, zapravo majka bolesti, patnje, prolivene krvi. Mater Morbi je lik koji predstavlja tamnu stranu Dilanove ličnosti, koja mu donosi sve strahove, fobije i melanholično stanje uma, koje ga prati kroz čitav serijal. Nekada se takvo stanje manifestuje snažnije, nekada u manjem intenzitetu, ali je uvek prisutno. Iako nismo, sve do 2012. godine upoznali ovu damu u istoimenoj epizodi koju je Roberto Rekioni napisao, a Masimo Karnelave nacrtao (kod nas je objavljena u 71. broju redovnog serijala Dilan Doga u izdanju Veselog četvrtka) imali smo osećaj da ona postoji, znali smo da neka viša sila upravlja Dilanovim bićem, ali nismo poznavali njen identitet. Ona je krvnica koja se obavija oko protagoniste priče tako da ga ne pušta iz svog zagrljaja smrti. Neretko je Dilan bio u zagrljaju neumoljivog kosača duša, ali otkud mi znamo da se baš ispod te kapuljače, u izmenjenom, koščatom obliku ne krije Mater Morbi."
Pored toga, Dilan se suočava sa Džonom Goustom. U želji da ponovo nude srećan kao u detinjstvu (vidi epizodu DD-52: Pozdravi iz Munlajta), Dilan se vraća u Moonlight, ali tamo saznaje da ga je Goust pretvorio u velelepni investicioni prostor (str. 37-48). Ovaj sukob naglašava razliku humanstu i neoliberalnog kapitalizma u kome ljudska sreća ustupa prostor ekonomskom razvoju i visokim korporativnim profitima. Goust nudi Dilanu saradnju, ali je Dilan odbija bacajući se u more sa visoke litice.
Ima mišljenja po kojima predstavlja epizodu “bez pravog početka i kraja i bez jasno definisane radnje”.

## Repriza epizode
Veseli četvrtak je već objavio ovu epizodu u luksuznom izdanju Majke i očevi 15.08.2017. godine, koje je izašlo povodom 30-godišnjice Dilan Doga. U njoj su objavljenje tri priče: Priča o Dilan Dogu, Mater Morbi i Mater Dolorosa.

## Likovi koji se ponovo pojavljuju
Ponovo se pojavljuju Dilanovi otac i majka, Džon Goust (U službi haosa, #132) i Majka svih bolesti (Mater Morbi, #109).

## Poslednja naslova stranica A. Stana
Ovo je poslednja naslovna stranica koju je za Dilan Doga macrtao Anđelo Stano. Naslovnica narednog broja bila je prazna (čitaoci su pozvani da nacrtaju šta žele), a od br. 154. naslovnice preuzima Điđi Kavenago (koji je nacrtao ovu epizodu).